# Weng Hao
Dans ce nom chinois, le nom de famille, Weng, précède le nom personnel.
Pour les articles homonymes, voir Weng.
Weng Hao (en chinois : 翁浩), né le 21 mars 1998 dans la province de l'Anhui, est un gymnaste artistique chinois.

## Carrière
Weng Hao est médaillé d'argent au cheval d'arçons aux Championnats du monde de gymnastique artistique 2021.